# Poecilopsyche sahadeva
Poecilopsyche sahadeva är en nattsländeart som beskrevs av Schmid 1968. Poecilopsyche sahadeva ingår i släktet Poecilopsyche och familjen långhornssländor. Inga underarter finns listade i Catalogue of Life.